# Albert Kraus
Albert Kraus (Oss, 3 agosto 1980) è un kickboxer olandese.

## Carriera
Kraus si è allenato nel kickboxing dall'età di 14 anni. All'età di 18 anni, ha fatto il suo debutto professionale nel kickboxing eliminando il suo avversario. Per i primi anni della sua carriera, ha gareggiato principalmente nel paese, vincendo il Benelux Championship (2000) e WKA (2001). Nel febbraio 2002, ha fatto il suo debutto nell'organizzazione giapponese K-1 e l'11 maggio 2002 è apparso nel primo torneo finale del K-1 MAX in cui ha vinto il campionato sconfiggendo tutti e tre gli avversari. Un anno dopo ha raggiunto nuovamente le finali dopo aver sconfitto Andy Souwer nei quarti di finale e Duane Ludwig nelle semifinali, ma è stato eliminato dal giapponese Masato.